# 닛산 캐시카이
닛산 캐시카이(Nissan Qashqai)는 닛산의 준중형 스포츠 유틸리티 자동차이다.

## 1세대(J10)

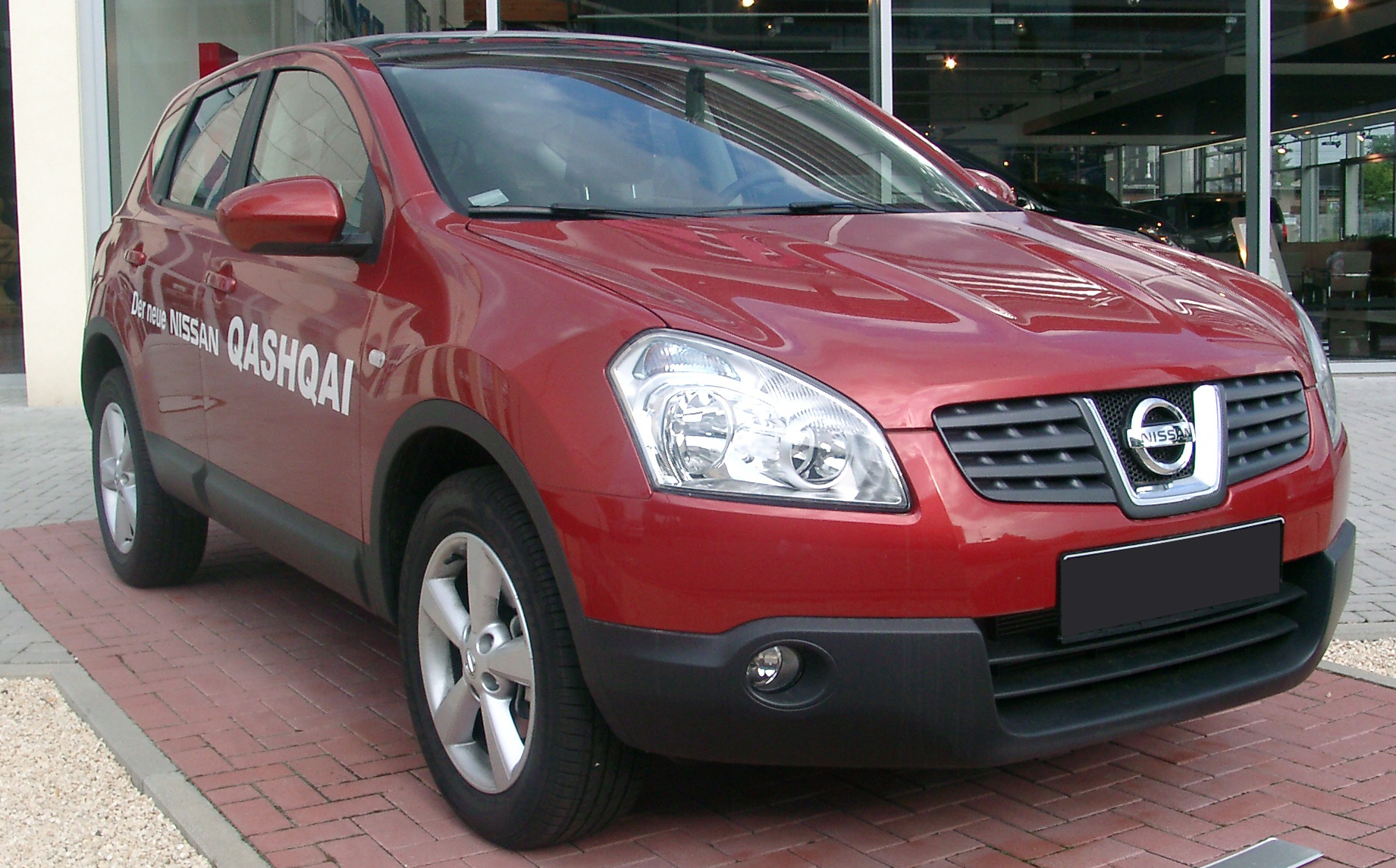
닛산 캐시카이 (전기형) 정측면

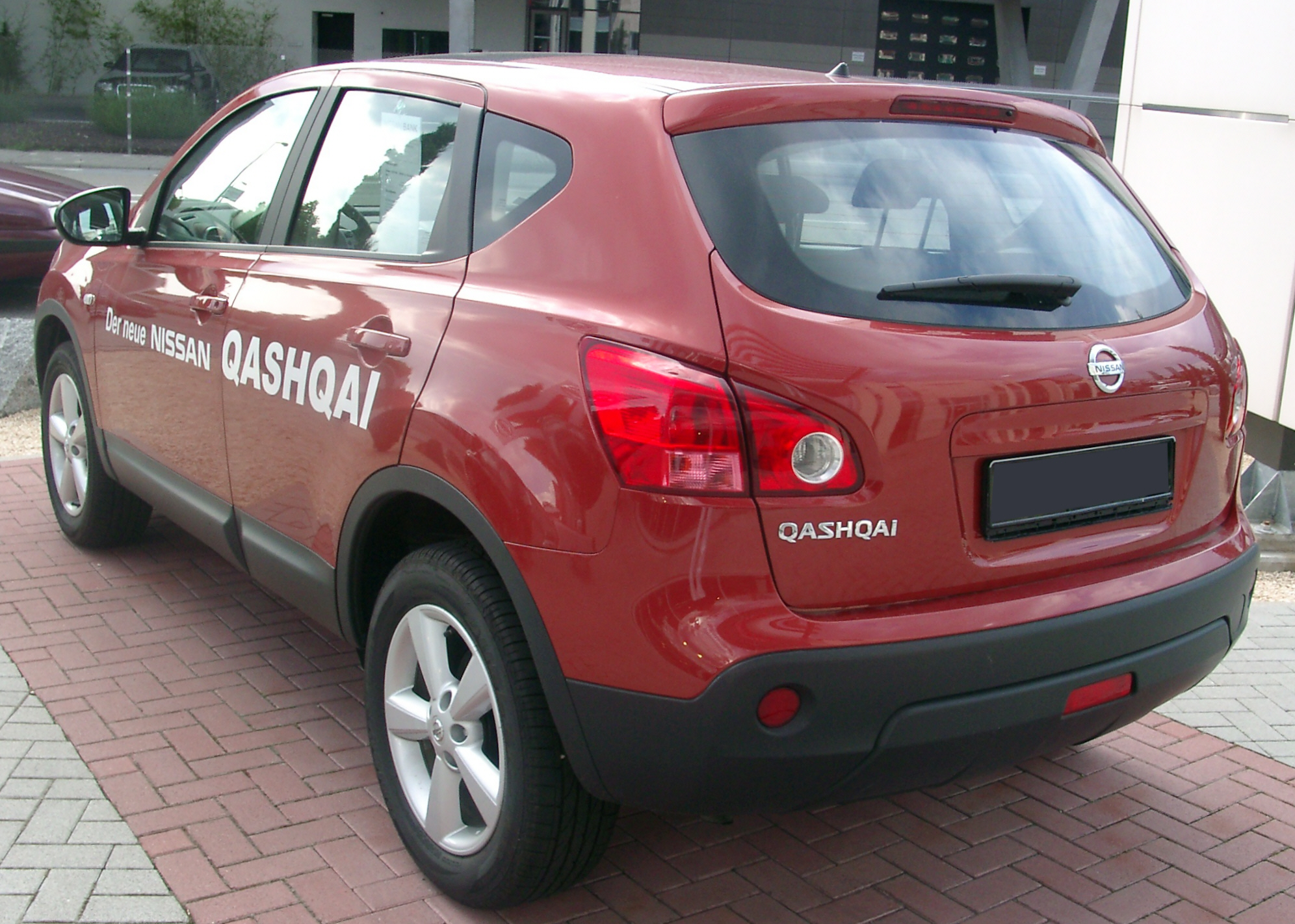
닛산 캐시카이 (전기형) 후측면

2004년에 제네바 모터쇼를 통해 컨셉트 카가 공개되었으며, 2년이 지난 2006년 12월부터 양산에 들어가 2007년부터 본격적으로 판매를 시작하였다. 닛산 유럽 디자인 센터에서 제작한 첫 번째 차종으로, 유로 NCAP 충돌 테스트를 통해 별 다섯개의 성적을 받아 높은 안전성을 증명했다. 1.6L 가솔린 엔진(114마력), 2.0L 가솔린 엔진(141마력)과 1.5L 디젤 엔진(106마력), 1.6L 디젤 엔진(130마력), 2.0L 디젤 엔진(150마력) 등 5가지 엔진이 적용되었다. 2010년에는 후면 LED 리어 램프와 프론트 엔드가 변경되었고, 2011년에는 2.0L 디젤 엔진을 대체하는 1.6L 디젤 엔진이 라인업에 추가되었다. 일본과 오스트레일리아에서는 듀얼리스라는 차명으로 판매되었으며, 나머지 국가에는 모두 캐시카이라는 차명으로 팔렸다. 유럽에서는 전장과 축거를 연장하여 3열 시트를 갖춘 7인승의 캐시카이+2도 판매를 하였다.

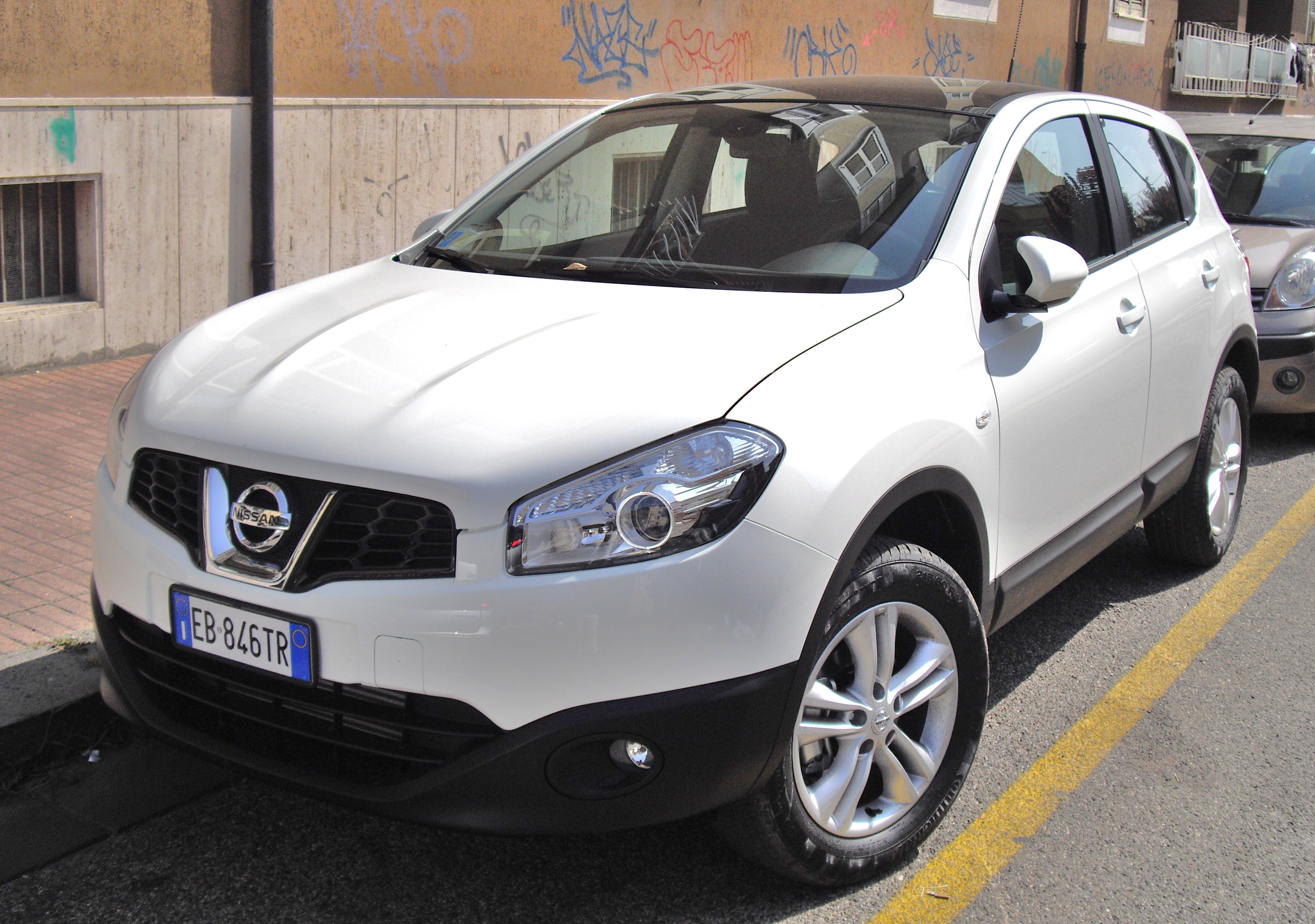
닛산 캐시카이 (후기형) 정측면
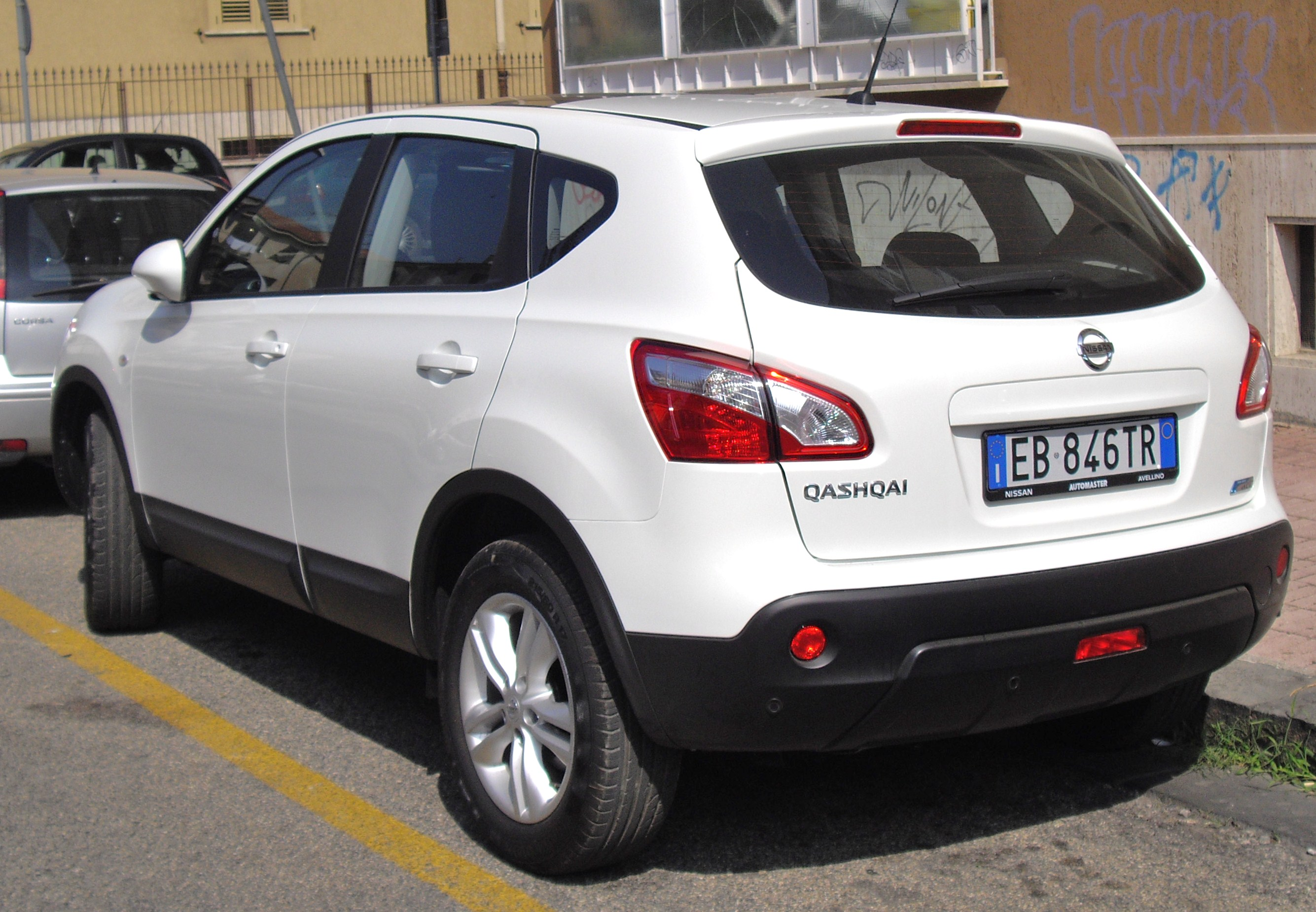
닛산 캐시카이 (후기형) 후측면
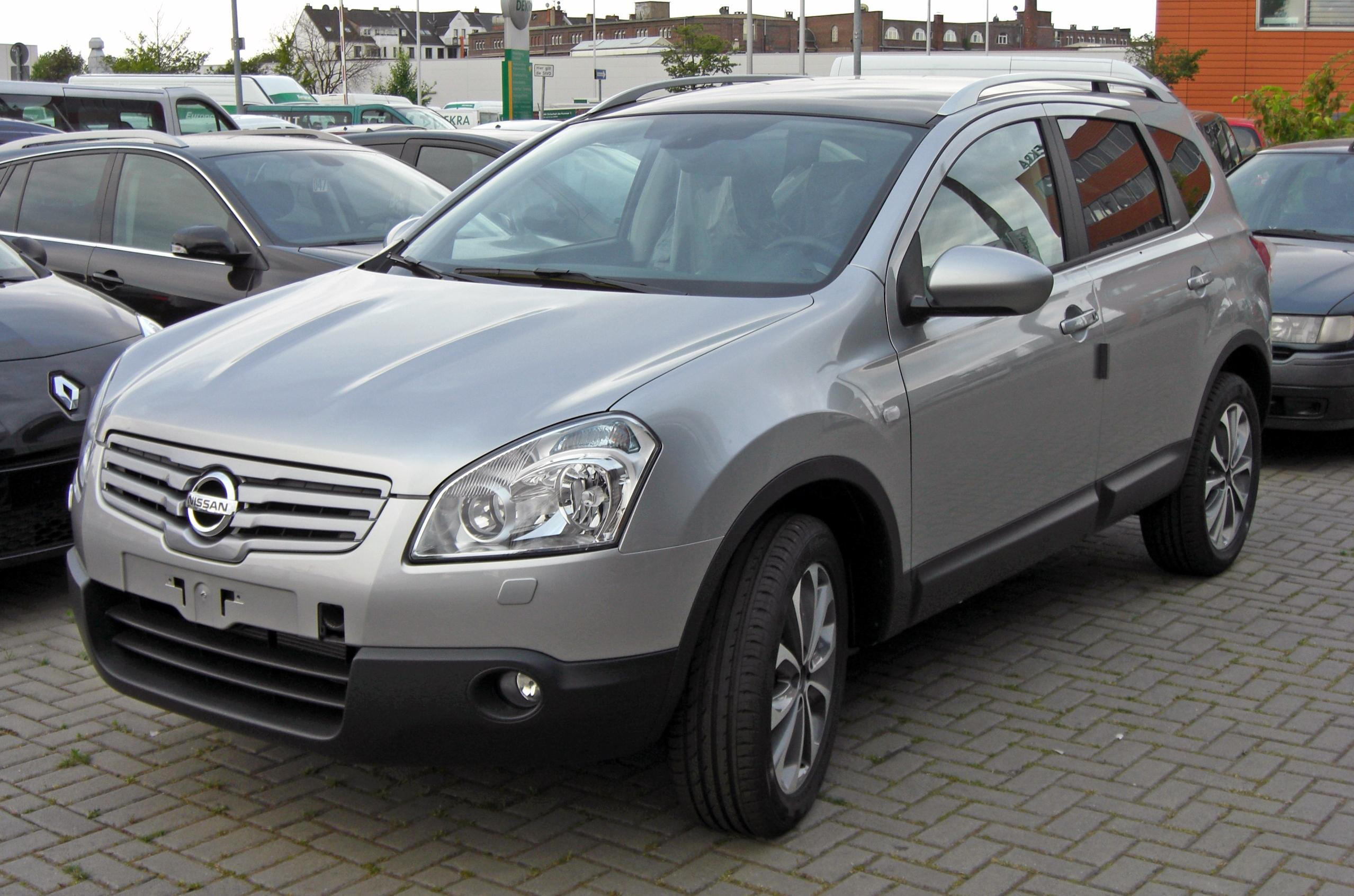
닛산 캐시카이+2 (전기형) 정측면
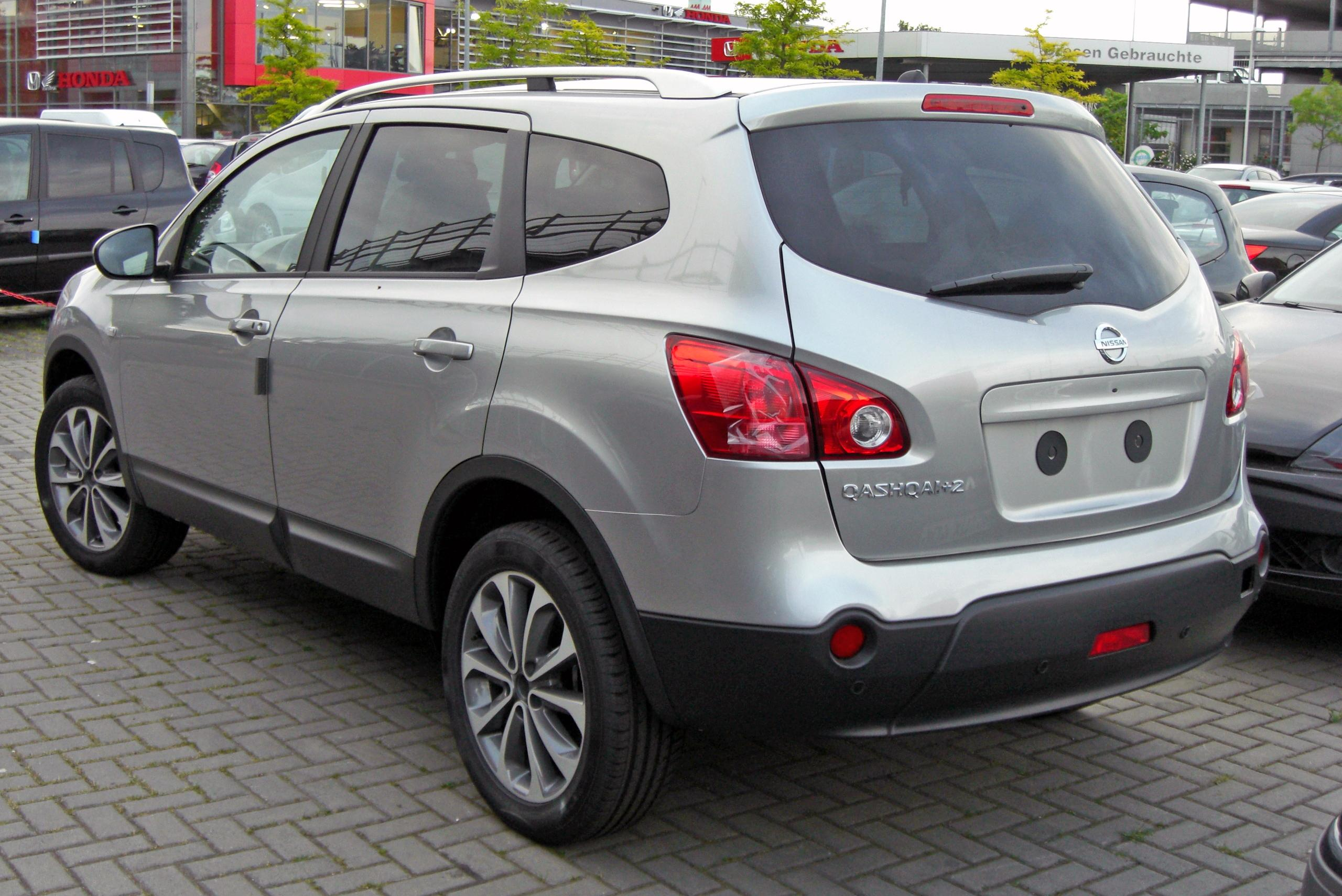
닛산 캐시카이+2 (전기형) 후측면
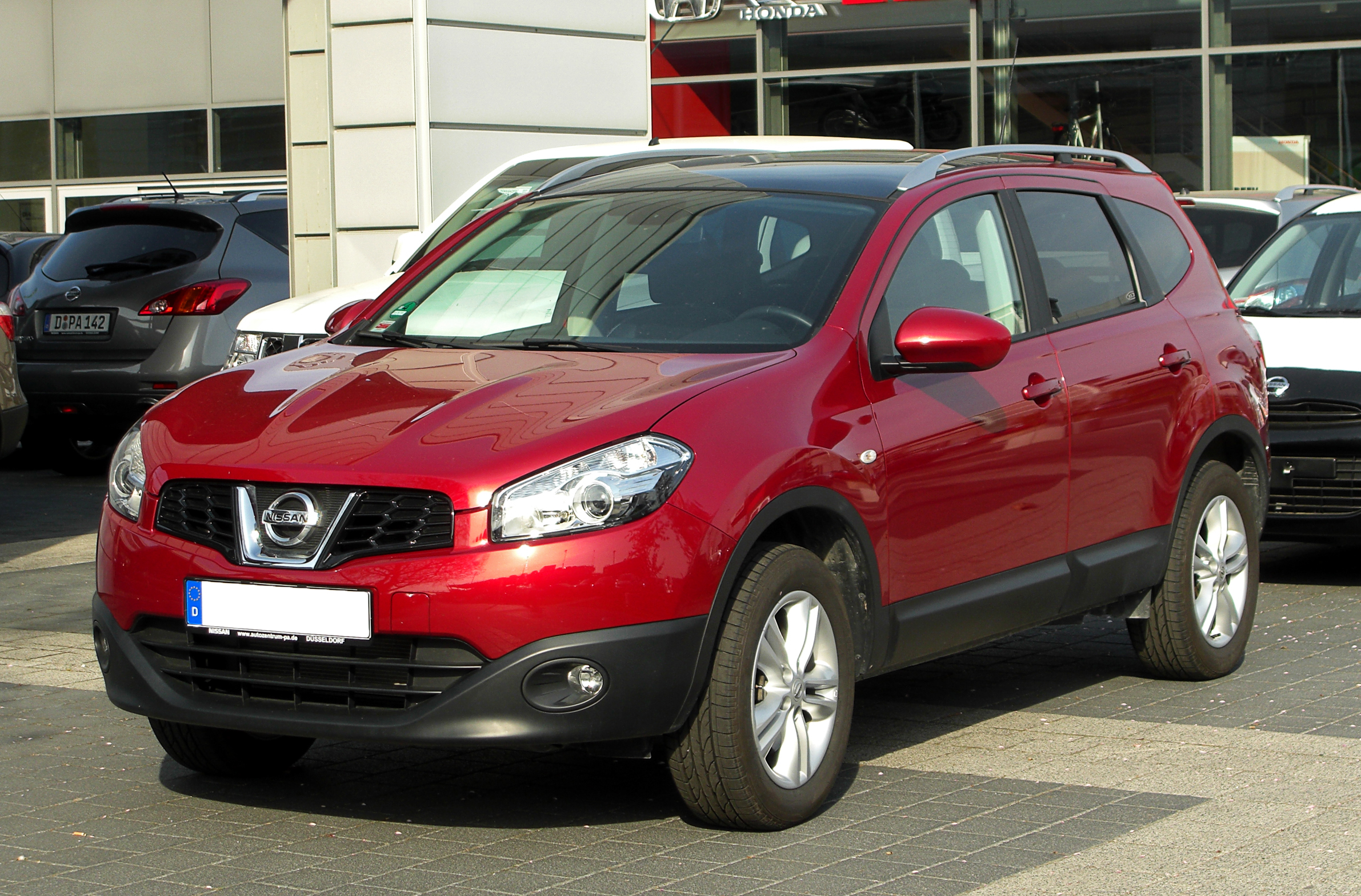
닛산 캐시카이+2 (후기형) 정측면
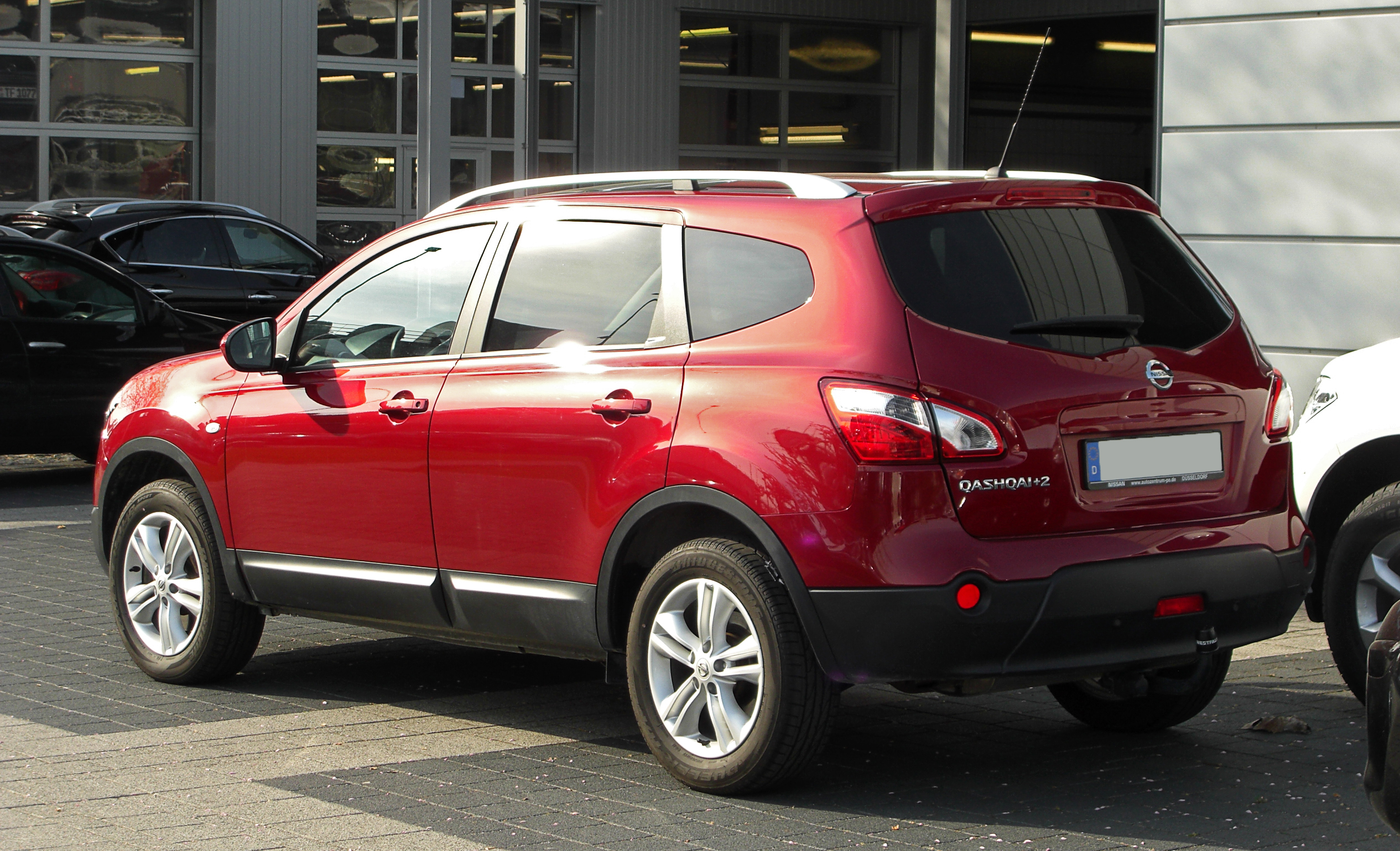
닛산 캐시카이+2 (후기형) 후측면

## 2세대(J11)

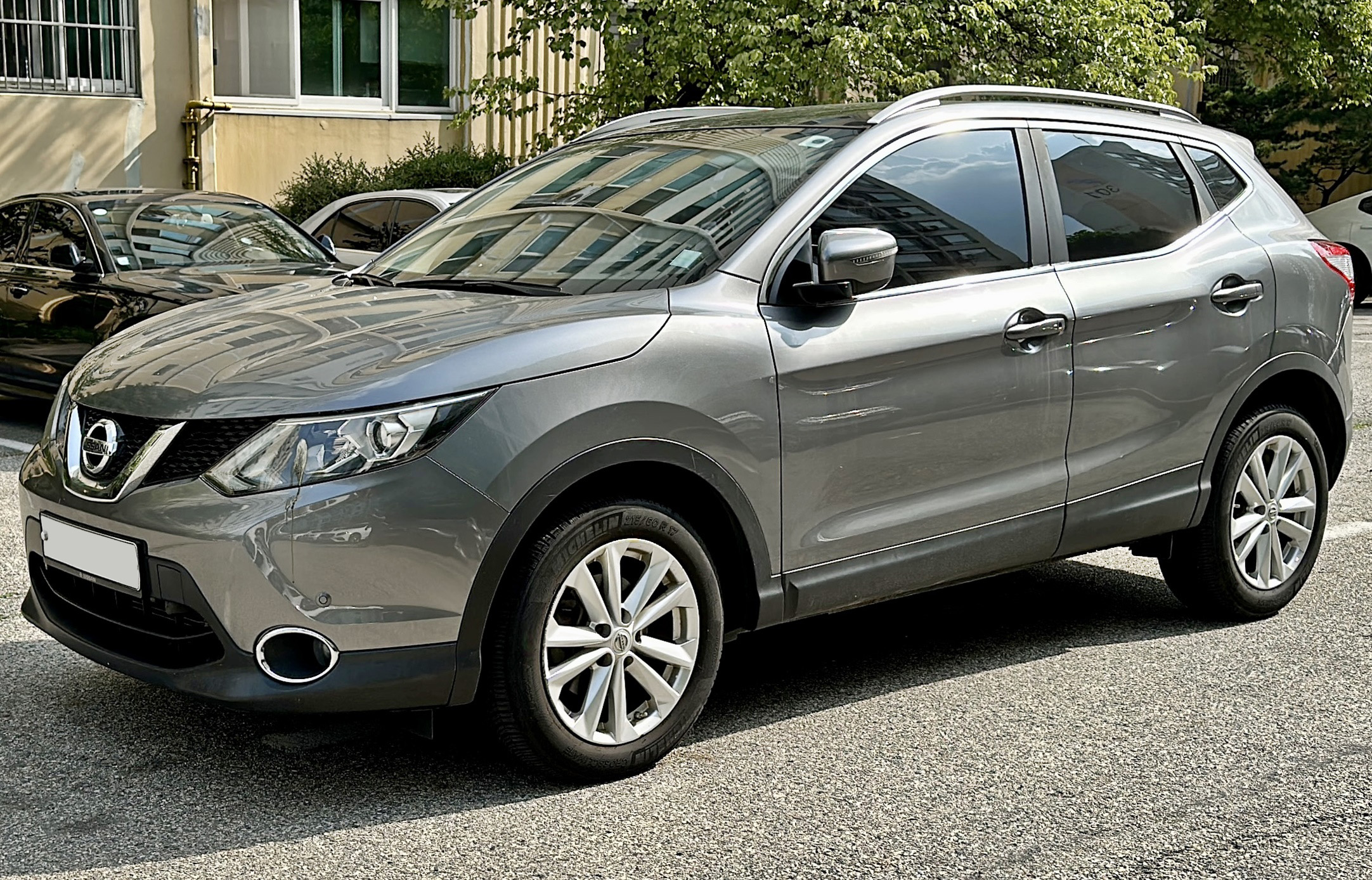
닛산 캐시카이 (전기형) 정측면

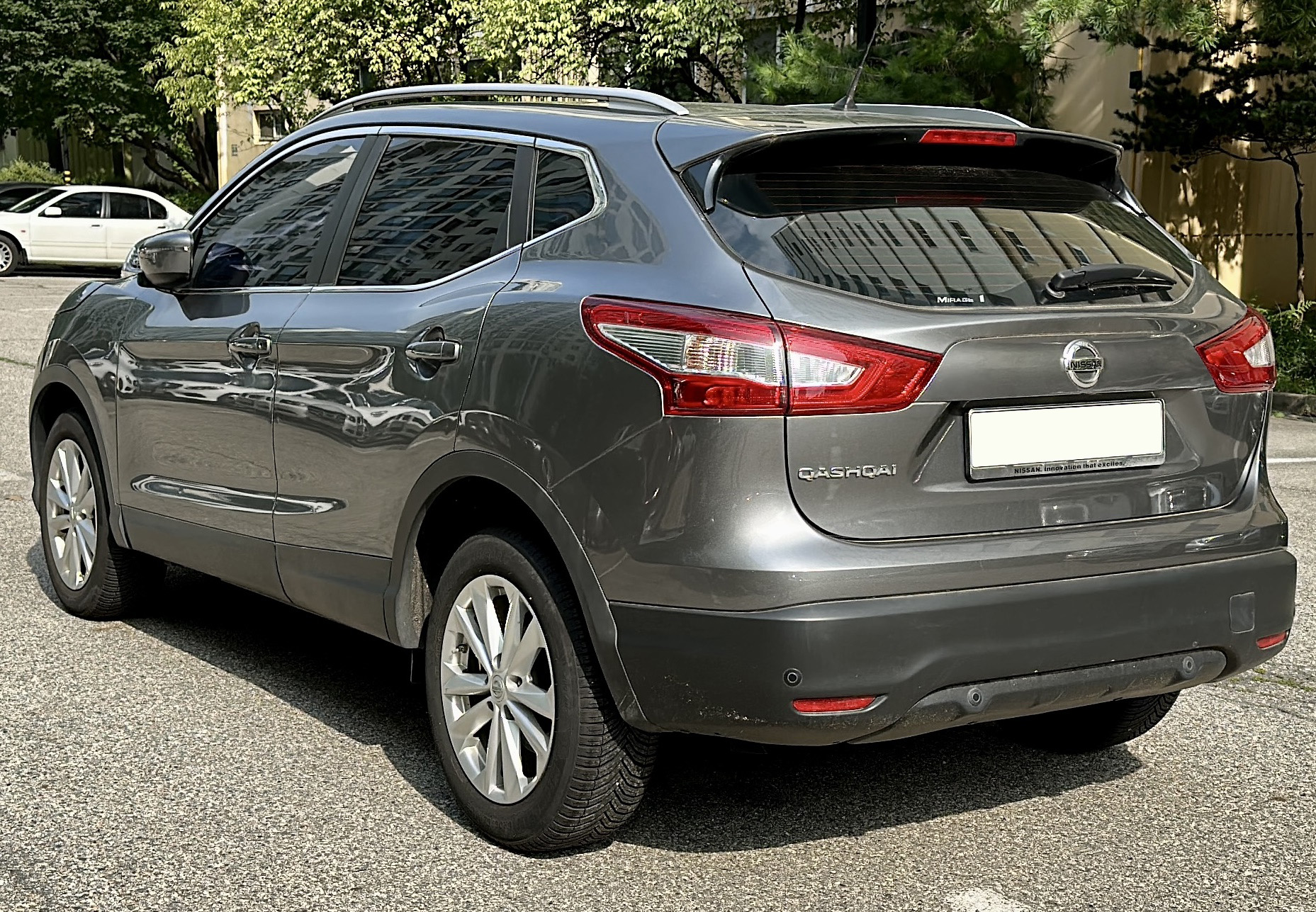
닛산 캐시카이 (전기형) 후측면

2013년 11월에 개최된 브뤼셀 모터쇼를 통해 첫 선을 보였다. 일본에서는 더 이상 판매되지 않고, 비슷한 디자인을 가진 X-트레일(T32)이 빈 자리를 대체해 판매된다. 거대한 휠 아치와 넓은 시야 등 SUV의 장점을 살리면서도 V 모션 그릴과 부메랑 형태의 리어 램프 등 닛산의 패밀리 룩을 계승하였다. 1.2L 가솔린 터보차저 엔진(116마력), 1.6L 가솔린 엔진(163마력)과 1.5L 디젤 엔진(110마력), 1.6L 디젤 엔진(131마력) 등 4가지 엔진이 적용되며, 여기에 6단 수동변속기와 무단변속기(Xtronic CVT)를 선택할 수 있다. 특히 1.5L 디젤 엔진은 르노삼성 QM3와 SM3 dCi(L38), SM5 D(L43)에도 적용된다. 대한민국에는 2014년 5월에 개최되었던 부산 국제 모터쇼에서 공개하였으며, 이후 로그(S35)의 후속 차종으로서 2014년 9월에 공식 딜러사인 프리미어 오토모빌을 통해 비공식으로 일부 고객들에게 먼저 공개되었다. 동시에 사전 계약에 들어갔으며, 같은 해 11월에 공식 출시되었다. 유럽에서 판매되는 것과 달리, 1.6L 디젤 엔진에 전륜구동 사양만이 수입되었지만, 2016년에 배출가스 저감장치 조작 때문에 판매가 중지되었다. 2017년에 파리 모터쇼에서 페이스 리프트가 공개되었다. 같은 해 북미 시장에서는 로그 셀렉트를 대체하는 차량으로 판매가 개시되었는데, 미국 한정으로 차명이 현지인들이 발음하기 어렵다는 이유로 로그 셀렉트라는 명칭을 달고 판매되었다. 북미 사양의 생산은 일본의 후쿠오카현에서 이루어졌으며, 다른 국가와는 다르게 2019년에 페이스리프트를 거쳤다.

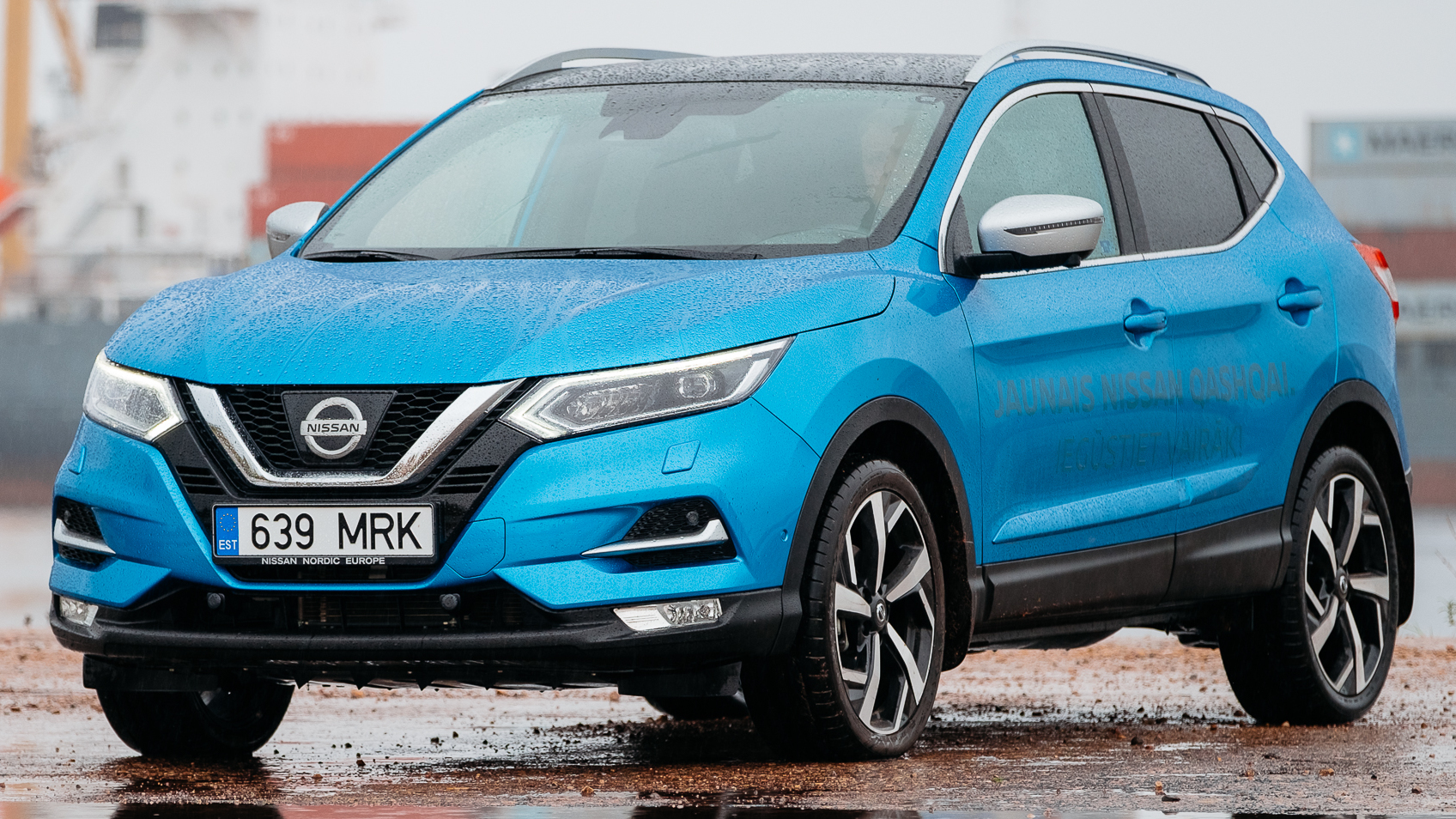
닛산 캐시카이 (후기형) 정측면
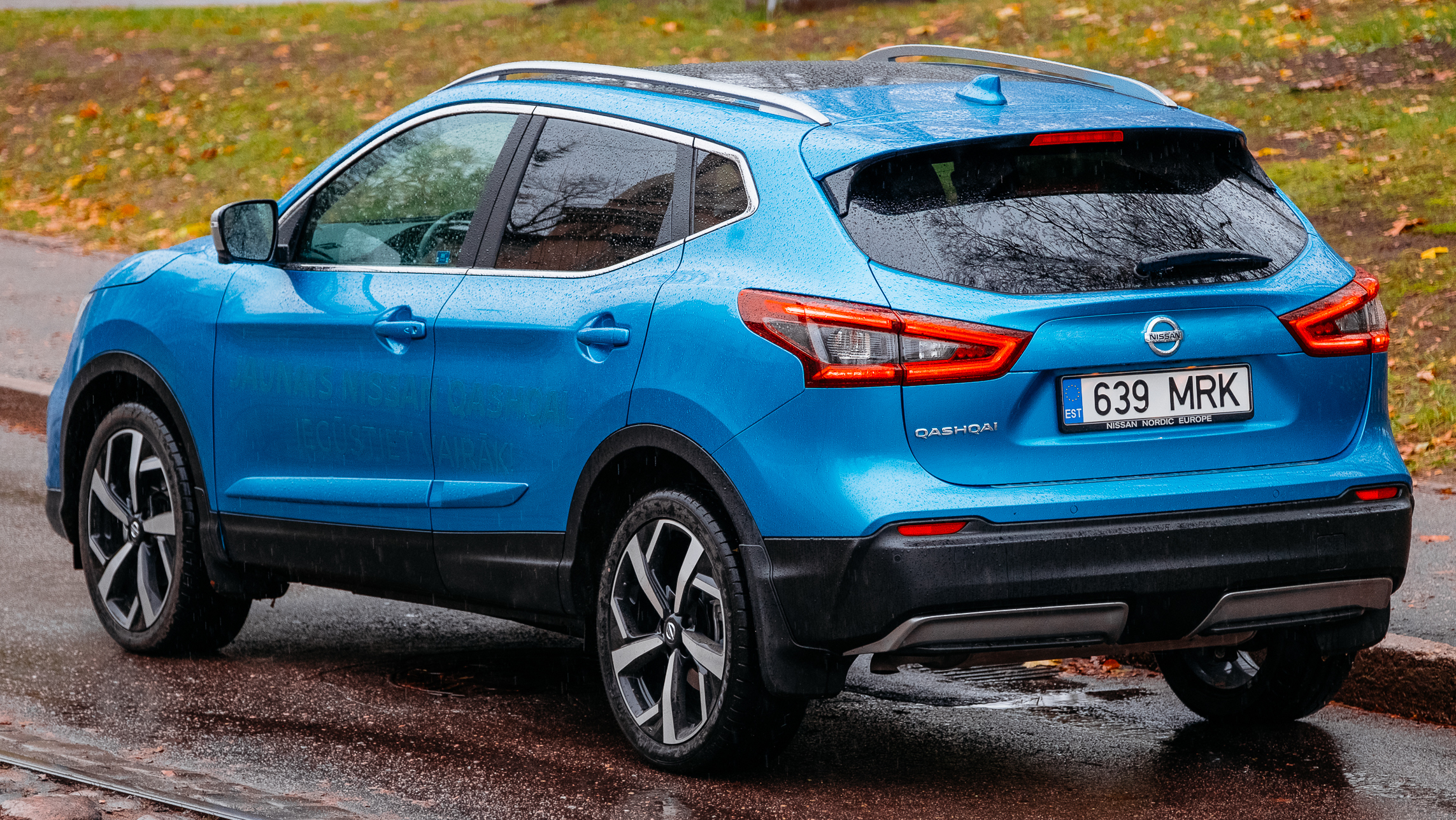
닛산 캐시카이 (후기형) 후측면
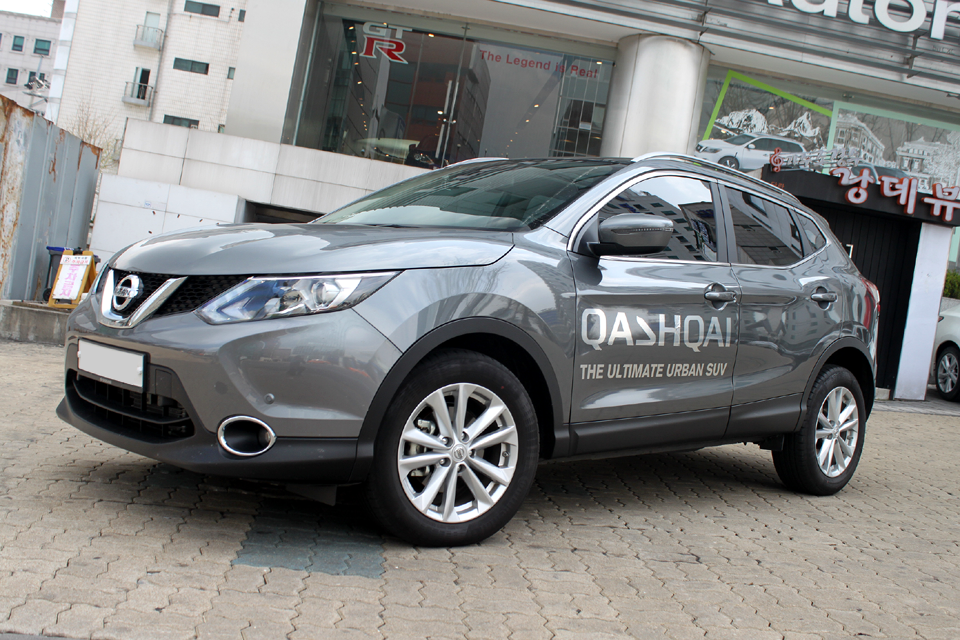
닛산 캐시카이 (국내형, 전기형) 정측면

## 3세대(J12)

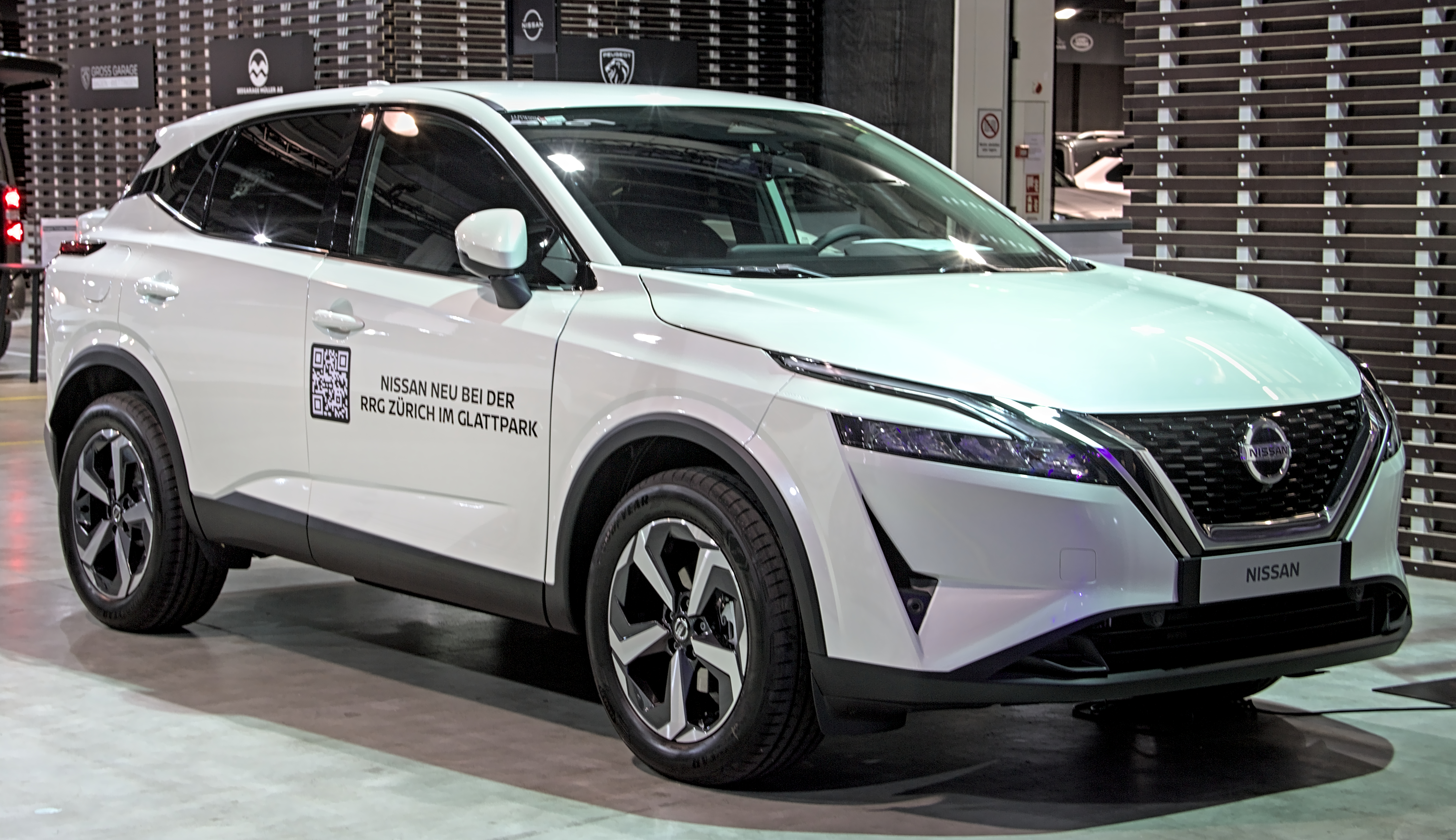
닛산 캐시카이 정측면

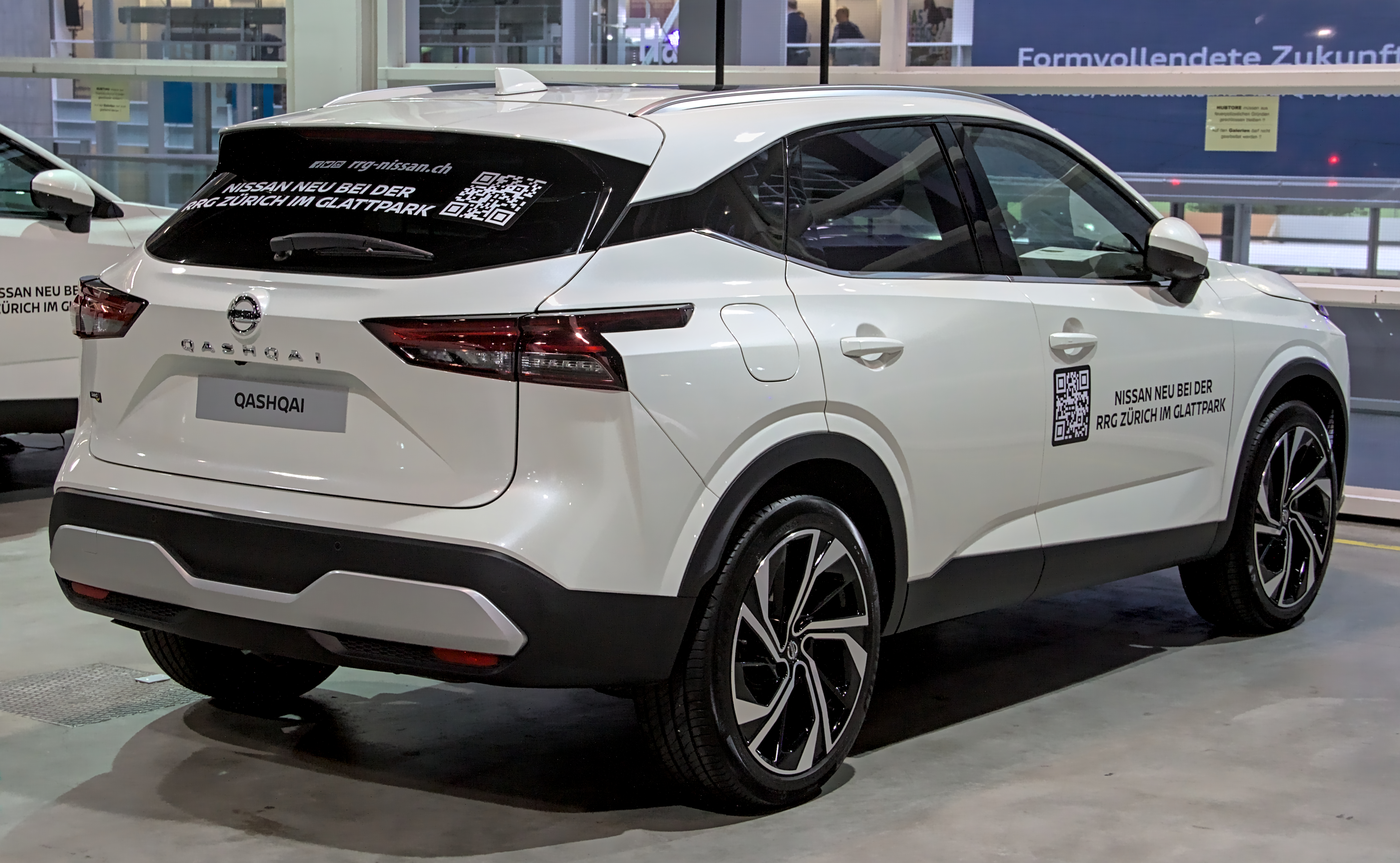
닛산 캐시카이 후측면

2021년 2월 18일 공개되었다. 3세대 로그/4세대 X-트레일처럼 CMF 플랫폼을 적용했으며, 기존 모델보다 크기를 키우고 중량을 감소시켰다.

## 경쟁 차량
- 현대자동차 - 투싼
- 기아자동차 - 스포티지
- 한국 GM - 트랙스
- 쌍용자동차 - 코란도C
- 르노삼성자동차 - QM6
- 폭스바겐 - 티구안
- 오펠 - 그랜드랜드 X
- 혼다 - CR-V
- 토요타 - RAV4
- 마쓰다 - CX-5
- 포드 - 쿠가, 이스케이프
- 지프 - 컴패스
- 르노 - 카자르, 오스트랄
- 푸조 - 3008